# Lomanoxoides mapitunari
Lomanoxoides mapitunari är en skalbaggsart som beskrevs av Zdzisława Stebnicka och Paul E.Skelley 2005. Lomanoxoides mapitunari ingår i släktet Lomanoxoides och familjen Aphodiidae. Inga underarter finns listade i Catalogue of Life.